# 미국 육군부
미국 육군부(美國陸軍部, 영어: United States Department of the Army)은 미국 국방부의 산하 기관 중 하나이다. 육군부는 민간인인 미국 육군부 장관이 미국 육군의 행정적 업무를 총괄, 지휘하고 있다.
이 기관은 1789년에 생긴 미국 전쟁부가 1947년 9월 18일 미국 육군부로 개칭한 것에 유래를 두고 있다.
육군부에서 가장 계급이 높은 군장교는 미국 육군 참모 총장이다.

## 구조

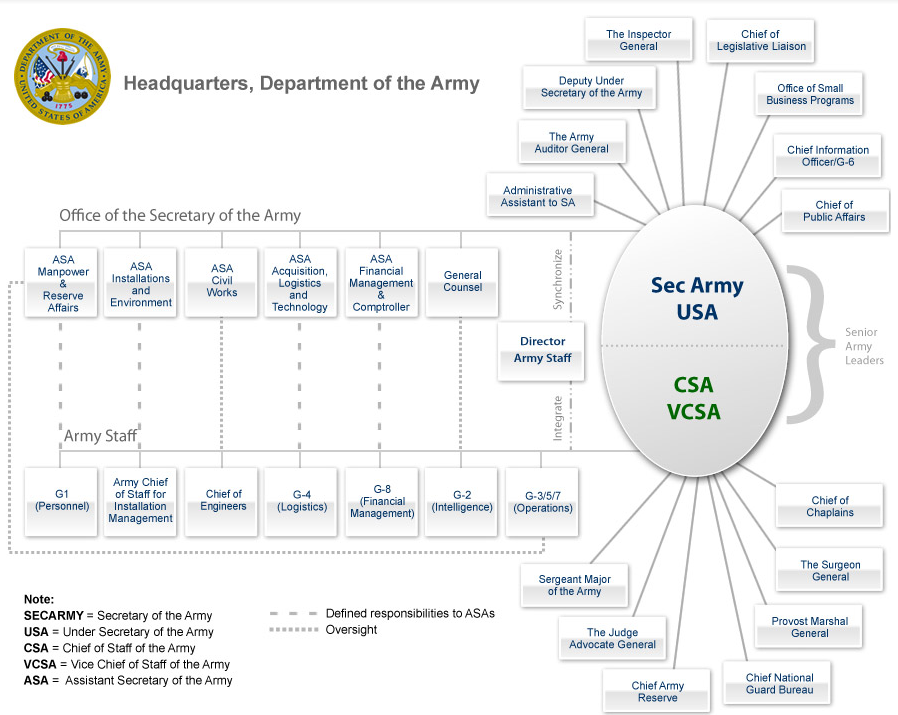
육군부 구조도

### 본부
Headquarters, Department of the Army
- 육군장관
  - 육군차관
  - 육군 민간공사차관 / 공병감

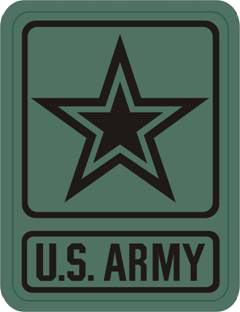
미국 육군부, 본부에서 복부하는 대원의 SSI

  - 육군 취득물자기술차관 / G4 물류참모차장
  - 육군 재무관리감사차장 / G8 재무관리참모차장
  - 육군 시설에너지환경차관 / 시설관리참모차장
  - 육군 전력예비업무차관 / G1 인사참모차장 / G3/5/7 작전참모차장
  - 육군 행정차관
  - 육군 법무관 / G2 첩보참모차장
- 육군참모총장 (CSA)
  - 육군참모차장 (VCSA)
  - 육군주임원사 (SMA)
- 육군 참모

### 작전전력본부
- 제8군 - 대한민국 캠프 험프리스

### 기관
- 국방 법리생체인식국
- 민간훈련학생교육분견대
- 육군공보원
- 육군전력관리지원국
- 미국 육군 세무국
- 육군전투즉각대응원
- 육군교정사령부
- 공정포용국
- 미국 육군 본부근무대
- 미국 육군 감찰국
- 법무감 법정학교
- 미국 육군 법정서비스국
- 미국 육군 지휘통제국
- 미국 육군 물류기술지원국
- 육군전력분석원
- 육군기술영업총감
- 육군분석원
- 미국 육군 핵대량살상무기대책국
- 미국 육군 현장악대
- 육군재검토위원회국

## 같이 보기
- 미국 해군부
- 미국 공군부